# Ardnacrusha (plaats)
Ardnacrusha (Iers: Ard na Croise) is een dorp in County Clare, Ierland nabij de grens met County Limerick. In 2002 telde het 926 inwoners.
Het is de naamgever aan de bekende waterkrachtcentrale Ardnacrusha die oorspronkelijk bekendstond onder de naam The Shannon Scheme.